# Journal scolaire
Le journal scolaire est un dispositif pédagogique, tenant de la pédagogie de projet, destiné à concevoir en classe un journal dont les articles, la mise en page et l'impression sont du fait des élèves. Il peut être réalisé en maternelle, dans le primaire ou au secondaire et repose sur le travail en équipe, l'expression libre, la qualité rédactionnel et la démarche journalistique.

## Historique

### Journaux scolaires clandestins
« Il a d'ailleurs existé de tous temps des journaux d'école plus ou moins clandestins dans lesquels les écoliers donnaient libre cours, sinon à leur expression spontanée, du moins à leurs ressentiments (journaux anti-scolaires). » note .

### L'école Decroly
Les premiers journaux scolaires sont antérieurs à l'expérience de Célestin Freinet, pourtant considéré généralement comme l'instigateur de cette pratique pédagogique. Decroly, en Belgique, fait imprimer deux journaux scolaires : L'écho de l'école en 1917, puis Le courrier de l'école en 1925. Decroly préconise alors le simple échange quotidien des imprimés (un par enfant) de chaque classe. Il conçoit le journal comme le réceptacle des pages de vie des enfants, dans lesquelles ce dernier peut écrire librement, mais dont le texte est choisi par le groupe classe.

### La classe Freinet
En 1925, dans Clarté, Freinet considère que le journal scolaire a pour but d'extérioriser les émotions des élèves : « La vie familiale et sociale apportée en classe par les dits et les écrits (manuscrits) des élèves constituèrent, une fois imprimés, un ensemble de centres d'intérêt émanant directement des élèves et respectant leurs intérêts immédiats et l'intérêt dominant de la classe. »
Freinet conçoit aussi le journal comme un moyen de communiquer avec d'autres classes d'autres villages. Il développa donc une correspondance. Les échanges se faisant plus larges, le problème d'affranchissement se posa. Selon Michel Barré : « En 1951, lorsque Freinet demanda à obtenir ce tarif pour les journaux scolaires, on lui répondit officiellement que c'était "réservé aux organes d'information et de culture". Travaillant alors à son secrétariat, je me souviens de sa colère. Il me demanda d'acheter au kiosque de la gare une sélection de ce qui existait de plus nul dans la presse dite du cœur et les journaux pour enfants, bénéficiant du statut de périodiques. Mon choix était si caractéristique que j'étais honteux de payer mon achat. Nous avons préparé un dossier significatif où figuraient aussi des extraits de journaux scolaires, qui fut distribué aux parlementaires.
Il fallut pourtant des années pour obtenir, à condition de centraliser les demandes à l'ICEM, que les journaux des enfants soient considérés comme de vrais périodiques. »

### Alain Savary
Les années 70's-début 80's voient la stagnation, voire le recul de la production de journaux scolaires[réf. nécessaire]. On peut poser comme hypothèse l'augmentation de la production écrite qui rend plus difficile son édition (lenteur de la composition à l'imprimerie en plomb). Il faut attendre 1982 pour qu'Alain Savary consacre la valeur éducative du journal scolaire.

## Ressources pédagogiques
L'ICEM a produit un CD-ROM accompagnant la réédition du Journal scolaire de Freinet.

## Outils TICE
Plusieurs logiciels de publication assistée par ordinateur (sigle "PAO"), peuvent être utilisés pour concevoir un journal scolaire. Parmi les outils numériques couramment utilisés, on peut citer les logiciels libres et gratuits, de type application autonome, installée en poste sur un ordinateur, que sont LibreOffice et Scribus, ainsi que OpenOffice.org (avec une licence d'utilisation relativement moins permissive). Une autre classe d'outils présentant relativement les mêmes fonctionnalités de PAO, mais basés sur l'accès internet (approche dite d'infonuagique), s'est développée ; on peut citer Madmagz, application en ligne, accessible via un site web (gratuite avec fonctionnalités payantes).

#### Ouvrages
- Christian Bizieau, Le journal scolaire, ICEM, 2002
- Odile Chenevez et Pascal Famery, Faire son journal au lycée et au collège CLEMI, Victoires Éditions, 2005
- Pascal Famery et Philippe Leroy, Réaliser un journal d'information, Essentiels Milan, 1996
- Célestin Freinet, Le journal scolaire, École moderne française, 1967
- Luc Bruliard et Gérald Schlemminger, Le mouvement Freinet : des origines aux années quatre-vingt, L'Harmattan, 1996
- Christine Baton et Marc Fion, Écrire un journal en classe de français, De Boeck Supérieur,, 1999

#### Articles et revues
- Collectif, « Situations et activités pédagogiques autour de la presse des jeunes », L'école des lettres des collèges, no 8,‎ février 2006
- Collectif, « Le journal scolaire, un outil pour penser le monde : dossier », Le Nouvel éducateur,‎ mars 2005
- Catherine Chabrun, « Le journal scolaire », ICEM,‎ 3 décembre (lire en ligne)
- Alex Lafosse, « Où va le journal scolaire ? », Migrants-formation, no 87,‎ 1991, p. 90-102 (lire en ligne)
- Michel Barré, « Quelques réflexions sur le journal scolaire et la presse adulte », Chantiers pédagogiques de l'Est, no 237,‎ janvier 1994
- Yves Tournaire, « Textes libres, journaux scolaires, écrits et cris », Chantiers pédagogiques de l'Est, nos 238/239,‎ février-mars 1994
- Collectif, « Un journal scolaire à l'école maternelle ? », Chantiers pédagogiques de l'Est, no 249,‎ janvier 1995